# Tennistoernooi van Madrid 2024
Het tennistoernooi van Madrid van 2024 werd van 23 april tot en met 5 mei 2024 gespeeld op de gravelbanen van het Manzanares Park Tennis Center ("Caja Mágica") in de Spaanse hoofdstad Madrid. De officiële naam van het toernooi was Mutua Madrid Open.
Het toernooi bestond uit twee delen:
- WTA-toernooi van Madrid 2024, het toernooi voor de vrouwen (23 april–5 mei)
- ATP-toernooi van Madrid 2024, het toernooi voor de mannen (24 april–5 mei)

## Toernooikalender
- Bron:[1]

| Madrid            | april 2024 | april 2024 | april 2024 | april 2024 | april 2024 | april 2024 | april 2024 | april 2024  | mei 2024    | mei 2024     | mei 2024     | mei 2024 | mei 2024 |
| Madrid            | din 23     | woe 24     | don 25     | vrĳ 26     | zat 27     | zon 28     | maa 29     | din 30      | woe 1       | don 2        | vrĳ 3        | zat 4    | zon 5    |
| ----------------- | ---------- | ---------- | ---------- | ---------- | ---------- | ---------- | ---------- | ----------- | ----------- | ------------ | ------------ | -------- | -------- |
| vrouwenenkelspel  | 1e ronde   | 1e ronde   | 2e ronde   | 2e ronde   | 3e ronde   | 3e ronde   | 4e ronde   | kwartfinale | kwartfinale | halve finale |              | finale   |          |
| vrouwendubbelspel |            |            | 1e ronde   | 1e ronde   | 1e ronde   | 2e ronde   | 2e ronde   | kwartfinale | kwartfinale |              | halve finale |          | finale   |
| mannenenkelspel   |            | 1e ronde   | 1e ronde   | 2e ronde   | 2e ronde   | 3e ronde   | 3e ronde   | 4e ronde    | kwartfinale | kwartfinale  | halve finale |          | finale   |
| mannendubbelspel  |            |            |            |            |            |            |            | 1e ronde    | 2e ronde    | kwartfinale  | halve finale | finale   |          |

ATP-toernooi van Madrid – WTA-toernooi van Madrid

2009 · 2010 · 2011 · 2012 · 2013 · 2014 · 2015 · 2016 · 2017 · 2018 · 2019 · 2020 · 2021 · 2022 · 2023 · 2024 · 2025